# Dogs
Dogs is een lied dat Pink Floyd opnam voor hun studio- en conceptalbum Animals dat werd uitgebracht in januari 1977. Dogs is met zeventien minuten de langste track van het album.
Dogs (honden) had als werktitel You’ve got to be crazy (Je zou wel gek zijn) en werd geschreven door gitarist David Gilmour (muziek) en bassist Roger Waters (muziek en tekst). In de loop van tijd paste Waters de toonhoogte en de tekst enigszins aan om Gilmour in de gelegenheid te stellen deel te nemen aan de zangpartij. De uiteindelijke versie staat in de toonsoort d mineur. Het lied begint met een akoestisch intro van de gitaar, waarna Gilmour begint met de zangpartij. Die akoestische gitaar komt vaker terug in het lied. Het middenstuk bestaat uit een langzaam in 6/4-maatsoort deel. Hier zijn voornamelijk de synthesizers van Richard Wright te horen en een bassdrum voor de maatduiding. Ondertussen zijn via een vocoder blaffende honden te horen. Het geblaf van honden was al eerder te horen op het Floydalbum Meddle in Seamus. Gilmours zang van “Stone” het laatste woord uit het eerste gedeelte echoot langzaam weg, waarbij de klank steeds elektronischer klinkt, iets dat later op het album terugkeert in Sheep. Daarna volgt een terugkeer naar de opening, maar dan met de stem van Waters. Op de achtergrond zong Richard Wright ook mee; het zou zijn laatste zangpartij op een album zijn voor zijn vertrek in 1979.
Dogs gaat over de zakenman, enigszins vriendelijk van uiterlijk ("club tie and a firm handshake, a certain look in the eye and an easy smile"), maar doelbewust en nietsontziend op zijn prooi afgaand ("to pick out the easy meat...to strike when the moment is right"). Het streberachtige komt aan het oppervlak in opleiding, de eigenschap zijn baas te plezieren en harder te werken dan collegae ("broken by trained personnel", "fitted with collar and chain" en "breaking away from the pack"). Uiteindelijk blijkt het toch voornamelijk een lege huls, want hij eindigt oud, ziek en alleen ("just another sad old man, all alone and dying of cancer"). Het geheel past in het thema van Animals, een variant op George Orwells Animal Farm.
Vroege versies (met oorspronkelijke tekst en toonhoogte) werden vrijgegeven in de zeer uitgebreide edities van Wish you were here, het album waarvoor het origineel geschreven is. Een bootleg From Abbey Road to Britannia Road: The Extraction Tapes liet de ontwikkeling van het nummer horen. Ten opzichte van de uitgebrachte versie zongen Gilmour an Waters andere partijen en de synthesizersolo in het midden mist nog.
Dogs werd regelmatig uitgevoerd tijden de In the flesh-tour volgend op de uitgifte van het album. Het nummer werd daartoe weer anders uitgevoerd dan als uitgebracht op de elpee. 